# Lophura imperialis
El faisán imperial (Lophura imperialis) es una especie de ave galliforme de la familia Phasianidae endémica de Laos y Vietnam. No se conocen subespecies.

## Características
Mide en promedio 75 cm de largo, el plumaje del macho es brillante, color azul oscuro cresta azul, con la piel de la cara desuda y roja, patas carmesí. La hembra es marrón con puntas de plumaje y cola negruzcas y una cresta corta eréctil. El pico es rosado con punta negra; las patas son rosadas.